# Nederlandse kampioenschappen schaatsen allround 2015
De Nederlandse kampioenschappen schaatsen allround 2015 werden op 27 en 28 december 2014 gehouden in het Thialf-stadion te Heerenveen.
De titelhouders waren de winnaars van het kampioenschap in het Olympisch Stadion te Amsterdam, Koen Verweij en Yvonne Nauta. Verweij werd derde en moest zijn titel afstaan aan Sven Kramer, die Nederlands kampioen werd zonder een afstand te winnen; Nauta werd zesde en verloor haar titel aan Ireen Wüst die bovendien drie van de vier afstanden won.
Naast de nationale titels waren er zowel voor de mannen als vrouwen drie startplaatsen te verdienen voor de Europese kampioenschappen allround 2015, dit waren er in de voorgaande jaren meestal vier. Er waren van tevoren geen schaatsers voor de EK aangewezen en een podiumplaats gaf dus toegang tot het EK. Jorrit Bergsma, de nummer vier van het mannentoernooi bedankte voor een reserveplaats.
Tegelijkertijd met het NK allround vond ook een kwalificatiewedstrijd plaats voor vier startplaatsen op de wereldkampioenschappen schaatsen afstanden 2015 die anderhalve maand later ook in Thialf zouden worden gereden. Het ging om twee plaatsen voor de 5000 meter vrouwen en twee plaatsen voor de 10.000 meter mannen. Deze kwalificatiewedstrijd bestond uit drie delen, 's ochtends reden de specialisten die niet aan het allroundtoernooi deelnamen, 's middags de schaatsers uit het allroundtoernooi die zich voor de slotafstand plaatsten en 's avonds de deelnemers aan het allroundtoernooi die zich niet voor de slotafstand plaatsten. Alle vier de startplaatsen werden veroverd tijdens de slotafstand van het allroundkampioenschap en meerdere schaatsers die 's ochtends of 's avonds reden beklaagden zich over de mindere omstandigheden tijdens hun ritten.

## Programma
| Programma                 |        | |
| Datum                     | Tijd   | Onderdeel |
| zaterdag 27 december 2014 | 12:15u | 500 meter vrouwen 500 meter mannen 3000 meter vrouwen 5000 meter mannen |
| zondag 28 december 2014   | 11:43u | Selectiewedstrijd WK afstanden 5000 meter vrouwen (deel 1) Selectiewedstrijd WK afstanden 10.000 meter mannen (deel 1) 1500 meter vrouwen 1500 meter mannen 5000 meter vrouwen 10.000 meter mannen Selectiewedstrijd WK afstanden 5000 meter vrouwen (deel 2) Selectiewedstrijd WK afstanden 10.000 meter mannen (deel 2) |

## Mannen

### Afstandmedailles
| Afstand | 1e                 | 2e               | 3e                 |
| ------- | ------------------ | ---------------- | ------------------ |
| 500m    | Koen Verweij       | Lucas van Alphen | Jan Blokhuijsen    |
| 5000m   | Jorrit Bergsma     | Sven Kramer      | Wouter olde Heuvel |
| 1500m   | Wouter olde Heuvel | Koen Verweij     | Sven Kramer        |
| 10.000m | Jorrit Bergsma     | Sven Kramer      | Wouter olde Heuvel |

### Eindklassement
| #      | Schaatser          | 500m       | 5000m        | 1500m        | 10.000m      | Punten  |
| ------ | ------------------ | ---------- | ------------ | ------------ | ------------ | ------- |
| Goud   | Sven Kramer        | 36,70 (4)  | 6,15,43 (2)  | 1,46,69 (3)  | 13,10,94 (2) | 149,353 |
| Zilver | Wouter olde Heuvel | 36,74 (6)  | 6.18,50 (3)  | 1.46,39 (1)  | 13.16,13 (3) | 149,859 |
| Brons  | Koen Verweij       | 36,15 (1)  | 6.26,13 (6)  | 1.46,53 (2)  | 13.28,15 (6) | 150,680 |
| 4      | Jorrit Bergsma     | 38,25 (19) | 6.13,53 (1)  | 1.48,25 (4)  | 13.03,90 (1) | 150,881 |
| 5      | Douwe de Vries     | 37,23 (11) | 6.20,00 (4)  | 1.48,60 (6)  | 13.21,48 (4) | 151,504 |
| 6      | Jos de Vos         | 37,24 (12) | 6.24,09 (5)  | 1.48,34 (5)  | 13.27,88 (5) | 152,156 |
| 7      | Renz Rotteveel     | 37,20 (10) | 6.33,87 (13) | 1.49,26 (10) | 13.44,95 (8) | 154,254 |
| 8      | Frank Vreugdenhil  | 38,74 (22) | 6.27,04 (7)  | 1.53,35 (22) | 13.30,73 (7) | 155,763 |
| NC9    | Jan Blokhuijsen    | 36,60 (3)  | 6.29,90 (11) | 1.50,31 (16) | t.z.t.       | 112,360 |
| NC10   | Thom van Beek      | 37,92 (18) | 6.28,84 (10) | 1.48,92 (8)  |              | 113,110 |
| NC11   | Willem Hoolwerf    | 37,67 (15) | 6.27,78 (8)  | 1.50,21 (14) |              | 113,184 |
| NC12   | Frank Hermans      | 36,98 (8)  | 6.35,43 (14) | 1.50,04 (13) |              | 113,203 |
| NC13   | Patrick Roest      | 36,94 (7)  | 6.37,45 (15) | 1.49,78 (12) |              | 113,278 |
| NC14   | Peter Groen        | 36,70 (4)  | 6.46,85 (19) | 1.48,88 (7)  |              | 113,678 |
| NC15   | Lucas van Alphen   | 36,22 (2)  | 6.50,16 (21) | 1.49,54 (11) |              | 113,749 |
| NC16   | Evert Hoolwerf     | 38,28 (20) | 6.30,18 (12) | 1.50,40 (17) |              | 114,098 |
| NC17   | Marcel Bosker      | 37,77 (16) | 6.39,31 (16) | 1.50,29 (15) |              | 114,464 |
| NC18   | Simon Schouten     | 38,44 (21) | 6.28,06 (9)  | 1.51,67 (19) |              | 114,469 |
| NC19   | Jorjan Jorritsma   | 37,84 (17) | 6.41,14 (17) | 1.51,92 (20) |              | 115,260 |
| NC20   | Thomas Geerdinck   | 37,59 (13) | 6.42,04 (18) | 1.53,38 (23) |              | 115,587 |
| NC21   | Dedjer Wymenga     | 37,16 (9)  | 6.55,56 (23) | 1.50,85 (18) |              | 115,666 |
| NC22   | Maico Voets        | 37,59 (13) | 6.51,80 (22) | 1.53,14 (21) |              | 116,483 |
| DQ2    | Bob de Jong        | 39,19 (23) | DQ           | 1.53,56 (24) |              | 77,043  |
| DQ1    | Wesly Dijs         | DQ         | 6.47,45 (20) | 1.49,23 (9)  |              | 77,155  |

## Vrouwen

### Afstandmedailles
| Afstand | 1e                  | 2e                     | 3e               |
| ------- | ------------------- | ---------------------- | ---------------- |
| 500m    | Ireen Wüst          | Annouk van der Weijden | Jorien Voorhuis  |
| 3000m   | Ireen Wüst          | Yvonne Nauta           | Diane Valkenburg |
| 1500m   | Ireen Wüst          | Marrit Leenstra        | Linda de Vries   |
| 5000m   | Carlijn Achtereekte | Jorien Voorhuis        | Ireen Wüst       |

### Eindklassement
| #      | Schaatsster            | 500m       | 3000m        | 1500m        | 5000m       | Punten  |
| ------ | ---------------------- | ---------- | ------------ | ------------ | ----------- | ------- |
| Goud   | Ireen Wüst             | 39,17 (1)  | 4.02,27 (1)  | 1.55,44 (1)  | 7.05,71 (3) | 160,599 |
| Zilver | Jorien Voorhuis        | 39,73 (3)  | 4.06,17 (7)  | 1.57,86 (6)  | 7.03,92 (2) | 162,436 |
| Brons  | Linda de Vries         | 39,85 (4)  | 4.06,08 (6)  | 1.57,71 (3)  | 7.06,67 (4) | 162,766 |
| 4      | Carlijn Achtereekte    | 39,87 (5)  | 4.05,70 (5)  | 1.58,88 (10) | 7.03,72 (1) | 162,818 |
| 5      | Diane Valkenburg       | 39,94 (6)  | 4.05,30 (3)  | 1.58,34 (9)  | 7.10,38 (6) | 163,307 |
| 6      | Yvonne Nauta           | 40,58 (13) | 4.05,11 (2)  | 1.58,09 (7)  | 7.09,67 (5) | 163,761 |
| 7      | Melissa Wijfje         | 40,07 (7)  | 4.07,71 (9)  | 1.57,77 (4)  | 7.16,35 (7) | 164,246 |
| 8      | Annouk van der Weijden | 39,68 (2)  | 4.05,36 (4)  | 2.00,14 (14) | 7.22,16 (8) | 164,835 |
| NC9    | Antoinette de Jong     | 40,32 (10) | 4.07,11 (8)  | 2.00,40 (15) |             | 121,638 |
| NC10   | Irene Schouten         | 40,24 (9)  | 4.11,55 (12) | 1.59,57 (11) |             | 122,021 |
| NC11   | Sanneke de Neeling     | 40,22 (8)  | 4.16,23 (16) | 1.58,33 (8)  |             | 122,368 |
| NC12   | Miranda Dekker         | 40,45 (12) | 4.14,91 (14) | 1.59,81 (12) |             | 122,871 |
| NC13   | Reina Anema            | 41,00 (15) | 4.11,83 (13) | 2.00,00 (13) |             | 122,971 |
| NC14   | Jade van der Molen     | 41,82 (18) | 4.09,20 (11) | 2.00,89 (16) |             | 123,649 |
| NC15   | Manouk van Tol         | 40,83 (14) | 4.20,78 (19) | 2.03,21 (18) |             | 125,363 |
| NC16   | Ineke Dedden           | 41,88 (19) | 4.15,82 (15) | 2.03,21 (18) |             | 125,586 |
| NC17   | Esmee Visser           | 42,40 (22) | 4.16,96 (17) | 2.04,00 (20) |             | 126,559 |
| NC18   | Roza Blokker           | 41,77 (16) | 4.20,92 (20) | 2.04,49 (21) |             | 126,752 |
| NC19   | Esther Kiel            | 41,88 (19) | 4.23,40 (21) | 2.05,25 (22) |             | 127,530 |
| NC20   | Natasja Roest          | 42,20 (21) | 4.25,53 (22) | 2.06,48 (23) |             | 128,615 |
| NC21   | Sanne van der Schaar   | 45,55 (23) | 4.18,12 (18) | 2.01,76 (17) |             | 129,156 |
| DQ2    | Marije Joling          | 40,36 (11) | DQ           | 1.57,78 (5)  |             | 79,620  |
| DQ1    | Marrit Leenstra        | DQ         | 4.08,70 (10) | 1.56,44 (2)  |             | 80,263  |
| NS3    | Imke Vormeer           | 41,77 (16) | 4.26,40 (23) | t.z.t.       |             | 86,170  |